# Justin Long
Justin Jacob Long, född 2 juni 1978 i Fairfield, Connecticut, är en amerikansk skådespelare.

## Filmografi (urval)
- 2000–2004 – Ed (TV-serie)
- 2001 – Jeepers Creepers
- 2002 – Crossroads
- 2004 – Dodgeball
- 2005 – Herbie: Fulltankad
- 2006 – Accepted
- 2006 – The Break-Up
- 2007 – Die Hard 4.0
- 2007 – Alvin och gänget (röst)
- 2007 – Walk Hard: The Dewey Cox Story
- 2008 – Zack and Miri Make a Porno
- 2009 – Dumpa honom!
- 2009 – Drag Me to Hell
- 2009 – Youth in Revolt
- 2009 – Planet 51 (röst)
- 2009 – Old Dogs
- 2009 – Alvin och gänget 2 (röst)
- 2010 – Going the Distance
- 2010 – Alpha och Omega (röst)
- 2011 – Alvin och gänget 3 (röst)
- 2011–2015 – New Girl (TV-serie) (fem avsnitt)
- 2013 – Movie 43
- 2013 – Mom (TV-serie)
- 2014 – Veronica Mars
- 2014 – Tusk
- 2015 – Yoga Hosers
- 2015 – Alvin och gänget: Gasen i botten (röst)
- 2022 – Barbarian